# How Green Saved His Mother-in-Law
How Green Saved His Mother-in-Law è un cortometraggio del 1914 diretto da Allen Curtis.
Prodotto e distribuito dall'Universal Film Manufacturing Company, il film uscì in sala il 15 aprile 1914.